# The New Comers
The New Comers és una pel·lícula pornogràfica de 1973 que va ser prohibida a Nova York per violar els estatuts estatals d'obscenitat. La pel·lícula va ser dirigida per Lloyd Kaufman i protagonitzada per Jamie Gillis, Harry Reems i Georgina Spelvin. La pel·lícula va formar part de l'onada "porno chic" de l'Edat d'Or del Porno, i tenia la distinció de ser ressenyat a Variety  abans del seu llançament.
La tendència cap a la incorporació del porno als cinemes de barri va ser inhibida pel Miller v. California, que va redefinir l'obscenitat de la de "totalment sense valor socialment redemptor" a aquella que no té "valor literari, artístic, polític o científic seriós" i va substituir els estàndards de la comunitat contemporània per estàndards nacionals, com ho requerien algunes proves prèvies. Miller va continuar sostenint que l'obscenitat no estava protegida per la Primera Esmena, que va donar marge als jutges locals per confiscar i destruir impressions de pel·lícules considerades com a violació dels estàndards de la comunitat local. Quan The New Comers fou estrenada a la ciutat de Nova York el 1973, va ser processat amb èxit juntament amb Behind the Green Door i prohibida.